# Pablo Beldarrain
Pablo Beldarrain Olalde (1909-1997) fue un político y militar español fiel a al Segunda República Española.
Pablo de Beldarrain  tuvo un importante papel en la defensa del frente norte de la Guerra Civil Española de 1936 especialmente en la defensa de Vizcaya, donde llegó al grado de comandante integrado en el Ejército Vasco. Fue un activo nacionalista vasco, miembro del Partido Nacionalista Vasco (PNV). Fue el comandante del Batallón Martiartu y tuvo un papel relevante en la defensa de Vizcaya

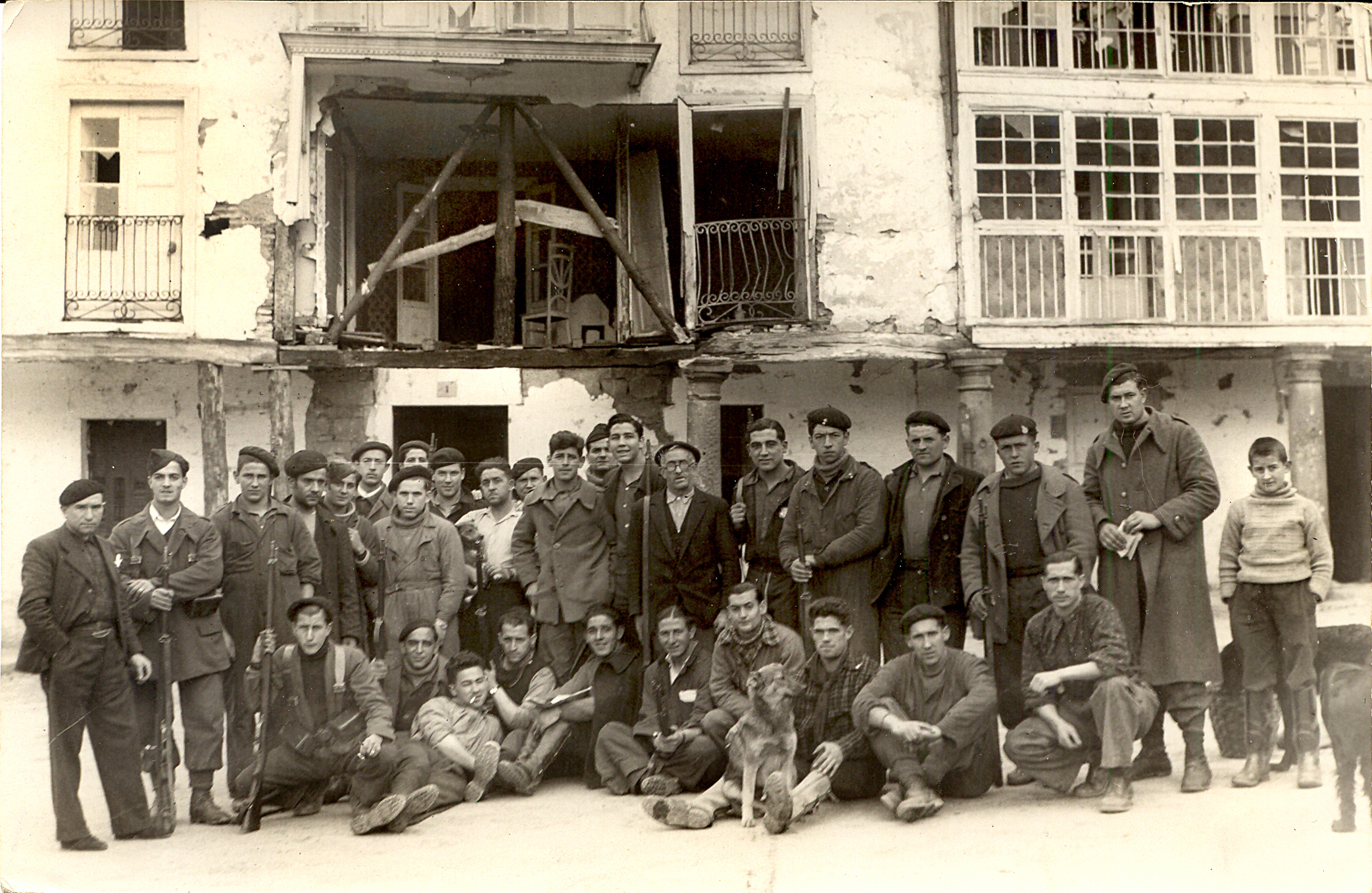
Grupo de soldados republicanos en Elgueta.

## Biografía
Pablo de Beldarrain Olalde nació el 19 de abril de 1909  en el barrio de Abando en Bilbao, Vizcaya en el País Vasco (España). Con 15 años comienza a trabajar en la compañía Euskalduna de Bilbao compaginando el trabajo con el estudio nocturno en Artes y Oficios.
Con 21 años, en 1930, ingresa de reemplazo en el batallón de Garellano  donde pasa a la Escuela de Oficiales de Complemento comenzando su carrera militar donde va ascendiendo llegando a oficial de complemento. Miembro activo del PNV y de ELA-STV es socio fundador del Batzoki de Abando en 1931.
En 1936 es directivo de la agrupación de Maestros y Encargados. Tras el Golpe de Estado en España de julio de 1936 se encarga de la instrucción de los voluntarios afines al PNV que llegaban al batzoki de Abando y de algunos servicios de orden. Es nombrado teniente de  la Compañía Bizkaigana conformada por voluntarios de Abando y Matico y en septiembre de 1936, tras morir en combate el capitán de la compañía él toma el mando. En noviembre recibe el encargo de entrenar al Batallón Ibaizabal del que es nombrado capitán ayudante y el 31 de diciembre es designado comandante del Batallón Martiartu con destino a reemplazar al Batallón Larrazábal en Ubidea.
En marzo de 1937 al mando del Martiartu llega al frente de Elgueta para relevar al Muñatones haciéndose cargo de la defensa de ese sector de la línea del frente en el que está incluido la posición de los Intxortas. Diseña y construye un sistema de trincheras entrelazadas e irregulares que sustituyen  a las realizadas por el anterior responsable. El nuevo sistema defensivo se muestra eficaz ante los ataques aéreos y de artillería al quedar oculto a la vista camuflado entre la vegetación o bajo tierra. Ordena minar todos los  por los que se podían mover los tanques con el objetivo de hacerse fuerte en las cumbres de los montes.
Tras la caída del frente entre el Saibi y la costa toma el mando de la Cuarta Brigada que se forma con los batallones  Martiartu y Simón Bolívar del PNV, Malatesta de la CNTUnión de Hermanos Proletarios (UHP) que se encargan de defender el área de Urdaibai. En mayo de 1937 es nombrado Comandante de la 5.ª División al mando de la 1ª, 5ª y 8ª brigadas de Euskadi y 1ª de Santander. Formando parte de la defensa de Bilbao.
Tras la caída de Bilbao logra destruir una batería italiana y hace 80 prisioneros en Lauro, se retira del Gran Bilbao cruzando la ría mediante un puente de barcazas y retirándose hacia Returto. El 30 de junio se retira hasta Liendo, ya en Cantabria, donde es relevado por el Estado Mayor por no haber cumplido la orden de destrucción de las fábricas de Baracaldo. El 3 de julio se retira en barco a Francia por orden del Gobierno Vasco quedando en el exilio.
Tras el estallido de la Segunda Guerra Mundial se refugia en Burdeos para pasar luego a Dax para llegar en 1945 a un campo de entrenamiento estadounidense que se ubica cerca de París, donde recibe formación de inteligencia para organizar "Airedale" un órgano paramilitar vasco al servicio de Estados Unidos. En septiembre de ese año regresa a España donde es procesado y encarcelado en 1955 en la prisión bilbaína de Larrínaga donde cumpliría 20 días de condena. Tras fijar su residencia en Bilbao junto a su mujer y sus tres hijos se dedicó a la  industria metalúrgica.
Pablo Beldarrain fue responsable de un servicio de espionaje "Airedale" organizado por el PNV que apoyó a los servicios de inteligencia de EE. UU.
Falleció en la capital vizcaína el 1 de enero de 1997.